# Endlich wieder 18
Endlich wieder 18 ist eine US-amerikanische Komödie aus dem Jahr 1988.

## Handlung
David Watson ist im Herzen ein schüchterner Künstler, der sich nichts sehnlicher wünscht, als mit seinem heimlichen Schwarm Robin zusammen sein zu dürfen. Doch seine Schüchternheit führt auch dazu, dass er wegen seines geringen Selbstbewusstseins auch häufig drangsaliertes Opfer ist. So ist es Russ, der nicht nur mit Robin zusammen, sondern auch noch Präsident seiner Studentenverbindung ist, der ihn immer wieder demütigt und von David verlangt, dass er für ihn dessen Uni-Arbeiten erledigt. Einst war auch sein Großvater Jack Watson Präsident dieser Verbindung, doch genauso lange, wie das her ist, ist auch David von seinem Großvater entfernt, denn Jack ist alles, was David gerne wäre – erfolgreich, glücklich, beliebt bei seinen Freunden und bei den Frauen. David bewundert seinen alten Großvater für sein Leben. So meint er auf dessen Geburtstagsfeier, dass er in dessen hohem Alter von nun 81 Jahren nur die Hälfte dessen von dem erlebt haben möchte, was Jack einst erleben durfte. Aber Jack hat in seinem Alter nur noch einen Wunsch. Er möchte einmal wieder 18 sein. Und so bläst er gemeinsam mit David die beiden einzigen Kerzen auf seiner Geburtstagstorte aus.
Nach der Feier fährt David Jack in ein Restaurant, wo sie gemeinsam essen und sich über Davids Leben unterhalten. Während David vorgibt, in seinem Leben sei alles in Ordnung, meint Jack, dass er diese Zeit seines Lebens nutzen sollte, da sie nie wieder käme. Auf dem anschließenden Heimweg übersieht Jack eine Baustelle und fährt mit seinem Wagen in ein Geschäft. Nachdem er im Krankenhaus wach wird, ist er überrascht, dass er im Körper seines Enkels wach wird, während er sich selbst im Koma sieht. Zuerst weiß er nicht, was er machen soll, also beschließt er, vorerst das Leben von David zu leben. Mit voller Freude erkennt er, über wie viel Kraft und Jugend er plötzlich verfügt. Doch er muss auch feststellen, dass sein Enkel log, als er über sein Leben sprach, denn es ist bei Weitem nicht so, wie er es sich vorgestellt hat. Also muss Jack anpacken und alles wieder in Ordnung bringen. Nachdem er durch seinen Charme Robins Herz erobert hat, legt er sich parallel dazu mit Russ an und fordert ihn beim Meisterschaftsrennen zu einem Wettkampf auf.
Doch Jack hilft David nicht nur in seinem Leben, er erkennt vor allen Dingen auch neue Aspekte seiner Mitmenschen. So ist seine Trophy Wife Madeline gar nicht in ihn verliebt, sondern lediglich hinter seinem Geld her. Und neben Davids Künstlerseele entdeckt er auch Aspekte an seinem Sohn Arnie, den er fälschlicherweise in den Vertrieb seines Familienunternehmens einsetzte, anstatt ihn, wie von Arnold selbst gewünscht, in die Forschungsabteilung zu befördern. Auch bemerkt er, wie sehr ihn seine Familie schätzt, weswegen es für ihn schockierend ist, als er erfährt, dass seine Ehefrau die lebenserhaltenden Maßnahmen einstellen ließ und sein Körper, in dem Davids Seele gefangen ist, im Sterben liegt.
Nach einer waghalsigen Rettungsaktion entführt Jack seinen sterbenden Körper und versucht aus dem Krankenhaus zu fliehen, doch er rast durch das Kirchenfenster der Krankenhauskapelle, wodurch er erneut einen Unfall baut, der allerdings wieder dazu führt, dass Jack und David ihren Körper tauschen. Anschließend trennt sich Jack sofort von seiner Frau, befördert seinen Sohn und sieht, wie sein Enkel verwundert an seinem Meisterschaftsrennen teilnimmt und wie verwundert und glücklich David Robin in Empfang nimmt.

## Kritik
Der Film erhielt negative Kritiken. So zählte die Internetseite Rotten Tomatoes von sieben gewerteten professionellen Kritiken lediglich zwei positive, was einem Wert von 29 % entspricht. Allerdings wurde der Film eher mit gemischten Kritiken aufgenommen, denn gleichzeitig werteten lediglich 46 % des Publikums den Film positiv. Dies wiederum wird vom Onlinefilmarchiv IMDb, einer weiteren Plattform, auf der normale Zuschauer ihre Filmkritiken abgeben können, bestätigt, denn dort gaben die knapp 5000 User dem Film durchschnittlich 5,7 von 10 möglichen Punkten.
Janet Maslin war in der New York Times von den bereits zuvor erschienenen Körpertausch-Filmen wie Ich bin Du und Wie der Vater, so der Sohn genervt. Allerdings sei George Burns mit seinem Seniorenhumor eine willkommene Abwechslung (Mr. Burns is a welcome presence, and he offers amiable geriatric humor when he appears in person).
Roger Ebert kritisierte in der Chicago Sun-Times, dass der Film in einem Miasma von guten Absichten und herzerwärmenden Gefühlen eingehüllt sei und er über keinerlei Ecken und Kanten und Biss verfüge (The whole project seems to have been enveloped in a miasma of good intentions and heartwarming sentiments. There's no edge, no bite). Außerdem gefiel es ihm nicht, dass der Film nicht mal versuche zu zeigen, wie es wohl wäre, im Körper eines anderen zu stecken (The movie makes no attempt to really imagine what it would be like to inhabit another body).
Rita Kempley kritisierte in der Washington Post das amateurhafte Nachäffen Schlatters von Burns (fresh-faced Charlie Schlatter does both body and soul, amateurishly aping Burns). Ebenfalls biete die Geschichte keinerlei Überraschungen (This is a story that has no surprises).
Der film-dienst meinte, dass Endlich wieder 18 ein Film sei, der „die Aufbruchstimmung der Roosevelt-Ära und des "New Deal" heraufbeschwört, um dann mit diesem moralischen Rüstzeug die Probleme der Gegenwart gleichsam von hinten aufzurollen“. Der 92-jährige Komiker Burns trage den Film mit „seiner Präsenz und seinem augenzwinkernden Charme“. Allerdings sei es bedauerlich, dass der Film ihn bereits nach einigen Minuten verbanne und lediglich Charlie Schlatter zeige und so werde „Burns' böse, messerscharfe und frivole Komik, die nur einige Male aufblitzen darf, unterm Strich fast völlig von den Harmlosigkeiten einer Teenie-Klamotte neutralisiert.“
In der Frankfurter Allgemeine Zeitung wurde bemängelt, dass Flaherty die Tradition „seichter Highschool-Komödien fort“ setze und vom „Lustgreis im trojanischen Jünglingskörper“ lebe. Und sie bemängelte, dass die „einschläfernde, altväterliche Synchronisation [....] zu den platten, bunten Abziehbildchen aus der Schülerwelt“ passe.

## Produktion
Für George Burns war dies die letzte Hauptrolle seiner über 60 Jahre andauernden Filmkarriere. Er spielte im Alter von 92 Jahren die Rolle des 81-jährigen Jack Watson. Auf der Geburtstagsfeier singt er sein eigenes Lied I Wish I Were 18 Again!, welches er bereits 1980 als Single veröffentlichte. Größere Teile eben jenes Songtextes galten als Inspiration für die Geschichte des Films.

## Veröffentlichung
Der Film kam am 8. April 1988 in die US-Kinos und konnte an seinem Startwochenende lediglich 1,4 Mio. US-Dollar einspielen, womit er auf Platz 11 der Kinocharts einstieg. Insgesamt kommt der Film auf ein Einspielergebnis von 2,5 Mio. US-Dollar, wodurch der Film als absoluter Flop bezeichnet werden kann.
In Westdeutschland erschien der Film am 28. Juli 1988 in den Kinos und wurde von 258.609 Zuschauern gesehen, wodurch er der 63. erfolgreichste Film des Deutschen Kinojahres 1988 wurde. Allerdings war er damit weniger erfolgreich als der im selben Jahr gestartete thematisch gleiche Film Wie der Vater, so der Sohn, der fast 100.000 Zuschauer mehr in die Kinos locken konnte. Im Februar 1989 gab es eine VHS-Veröffentlichung. 2012 erschien eine ungekürzte Version des Films mit FSK 16 auf DVD, in der ehemals gekürzte Szenen mit optionalen deutschen Untertiteln unterlegt sind.